# アトランタ・ブギ
『アトランタ・ブギ』は、1996年11月9日に公開された日本映画。製作・配給はアミューズ。

## ストーリー
横浜のとある町、轟町。
高級住宅街の1丁目、今や老人ばかりの商店街2丁目、そして不法帯在者から風俗まである3丁目。そんな轟町で町内運動会を行う話が持ち上がり、2丁目の世話役・篠原老人が3丁目を参加させようという提案を行う。3丁目を眼の敵にしていた1丁目町会長・松本だったが、女装仲間の警察署長・高岡に「3丁目を浄化するチャンス」と言われて、轟町を牛耳るべく気を変える。一方、最初は運動会に興味も示さなかった3丁目の面々だが、ホテル・ハイヤットの主人ヨシが運動会賭博の胴元になり、賭ける人間を募った事を発端にして「運動会に勝てば大金が手に入る」と言う誤解が言語の壁から伝言ゲームと化し、何時の間にか世界中を巻き込んだ大騒動になって行く。
金にモノ言わせてかき集められた1丁目精鋭選手団 vs 伝説の運動会スーパーバイザー・パピに特訓を受けた無国籍3丁目選手団の戦い…世界を揺るがす『町内運動会』が今、開幕する!!

## キャスト
福山雅治や深津絵里などアミューズに所属する俳優やアーティストらが多数出演した。この他にもスタッフらが自らスカウトした外国人も出演した。
- ユキ - 鈴木彩子
- 松本 - 古田新太
- ミユ - 清水あゆみ
- ヨシ - 野沢秀行（サザンオールスターズ）
- 篠原小三郎 - 川村禾門
- 警察署長・高岡 - 外波山文明
- 松本の秘書 - 鳳ルミ
- パピ - リリー・イー
- ベン・ジョンソン - ベン・ジョンソン(本人)
- ブックメーカーに勤務する女 - 衛藤利恵
- スターター - 岡田理江
- 選手 - ジーコ内山、田中要次
- 観客 - 伊藤美奈子、岡崎友紀、天願大介、永瀬正敏、未唯
- 女子高生 - 稲田千花、北辻志保、須藤理彩
- 群衆 - 岡田義徳、サイコ・ベイビーズ、The CHANG
- 居酒屋のカレンダーのモデル - 奥山佳恵
- ケーブルテレビ社長 - 小倉久寛
- ケーブルテレビ局員 - サンプラザ中野くん（爆風スランプ）、町田康
- 居酒屋の客 - オナペッツ
- ホテルハイヤットにたむろする連中 - CASCADE、BEGIN、ブランニューモンキーズ
- ランジェ白雪社員 - 加藤貴子、深津絵里、原田徳子
- 賭博する人 - 岸谷五朗、バーベQ和佐田（爆風スランプ）、山本未來
- 賭けの予想屋 - パッパラー河合（爆風スランプ）
- デートクラブの客 - 寺脇康文
- 運動会の選手 - 東根作寿英、塚本晋也、川本淳一
- ナンパされる女 - 富田靖子
- 同性愛者のカップル - 中上雅巳、橋野元樹
- ぴあを読んでいるカップル - 中村竜
- バッタ屋 - ファンキー末吉（爆風スランプ）
- 電車の中吊り広告を読む男 - 広井王子、中上雅巳
- ラジオのDJ - 福山雅治
- 馬券を買っている人 - 藤生ゆかり
- 回転寿司の客 - 松下由樹
- 運動会のリハーサルにいた男 - 山本シュウ
- 実況中継アナウンサー - 吉田照美
- 運動会実況中継解説員 - 大川慶次郎
- 電通社員 - 利重剛

## 製作スタッフ
- 監督・脚本 - 山本政志
- 制作 - 宮下昌幸、出口孝臣
- プロデューサー - 林海象
- 撮影 - 李以須
- 美術 - 林田裕至
- 編集 - 冨田伸子
- 照明 - 李龍禹
- 音楽 - マツダヒロシ＆B.C.GUYS.、BRAND NEW MONKEYS
- 音楽プロデューサー - 松崎澄夫
- 助監督 - 大原盛雄

## 主題歌
- 「そんなヨウちゃんとあんなキュウちゃんにだまされて」クーニャンズ